# Національна бібліотека святого Марка
Національна бібліотека святого Марка, Бібліотека Марчіана (італ. Libreria Marciana, Biblioteca Nazionale Marciana, Libreria Sansoviniana, Libreria Vecchia, Libreria di San Marco Marciana) — найбільша бібліотека Венеції. Її зібрання налічує близько 13 000 рукописів, 2283 інкунабул і 24 055 книг XVI століття. Крім того має близько 1 млн сучасних книг.

## Історія

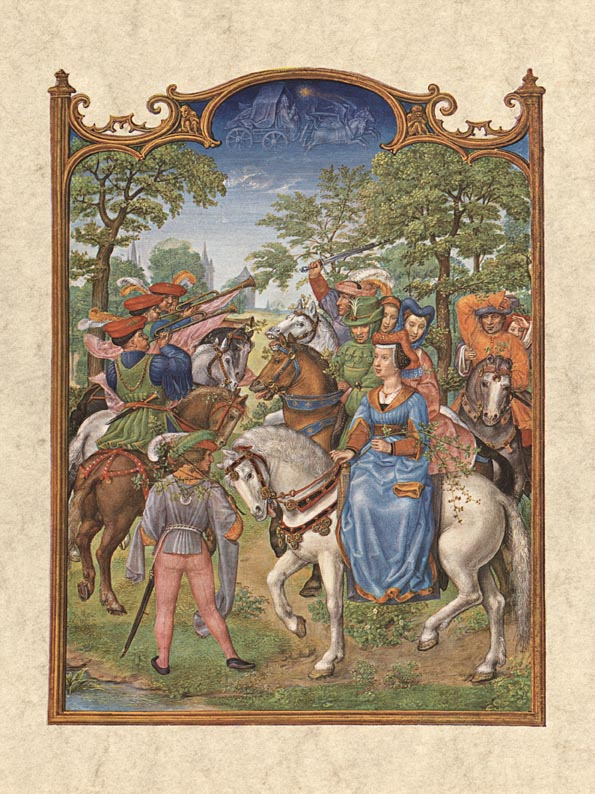
Бревіарій Грімані, 1510

Історія бібліотеки починається 31 травня 1469 року. Цього дня кардинал Віссаріон Нікейський передав Венеційській республіці свою книгозбірню, що нараховувала 750 рукописів латиною та давньогрецькою, а також велику кількість інкунабул. Серед переданих рукописів був Marcianus Graecus Z. 454 ( =482) або ж Venetus A — найдавніша повна копія Іліади .  Протягом всього існування республіки загальнодоступна книгозбірня поповнювалася за рахунок дарунків аристократичних родин, а на початку XIX століття — ще й завдяки надходженню книг із ліквідованих Наполеоном венеційських монастирів.
У 1530-і роках бібліотекою керував впливовий П'єтро Бембо. Не без його участі були виділені кошти на зведення будівлі бібліотеки в кварталі Сан-Марко. Будівництво почалося в 1537 році за проектом Якопо Сансовіно й було завершене в 1580-их роках під керівництвом Вінченцо Скамоцці . Над оздобленням залів бібліотеки працювали Паоло Веронезе, Франческо Сальвіаті, Андреа Мелдолла та інші славнозвісні майстри того часу. З часом бібліотека збільшилась й зайняла також сусідні будівлі, включаючи побудований за проектом Сансовіно в 1537–1547 роках монетний двір (Дзекку).

## Список директорів з часу падіння Республіки
- Jacopo Morelli: 1797 — 1819
- Pietro Bettio: 1819 — 1846
- Giuseppe Valentinelli: 1846 — 1874
- Giovanni Veludo: 1874 — 1884
- Carlo Castellani: 1884 — 1897
- Salomone Morpurgo: 1898 — 1905
- Carlo Frati: 1906 — 1913
- Ulisse Ortensi: 1913
- Giulio Coggiola: 1913 — 1919
- Ester Pastorello: 1919 — 1920
- Luigi Ferrari: 1920 — 1946
- Pietro Zorzanello: 1947 — 1951
- Tullia Gasparrini Leporace: 1951 — 1969
- Giorgio Emanuele Ferrari: 1969 — 1973
- Eugenia Govi: 1973 — 1976
- Gian Albino Ravalli Modoni: 1976 — 1989
- Marino Zorzi: з 1990 року

## Галерея

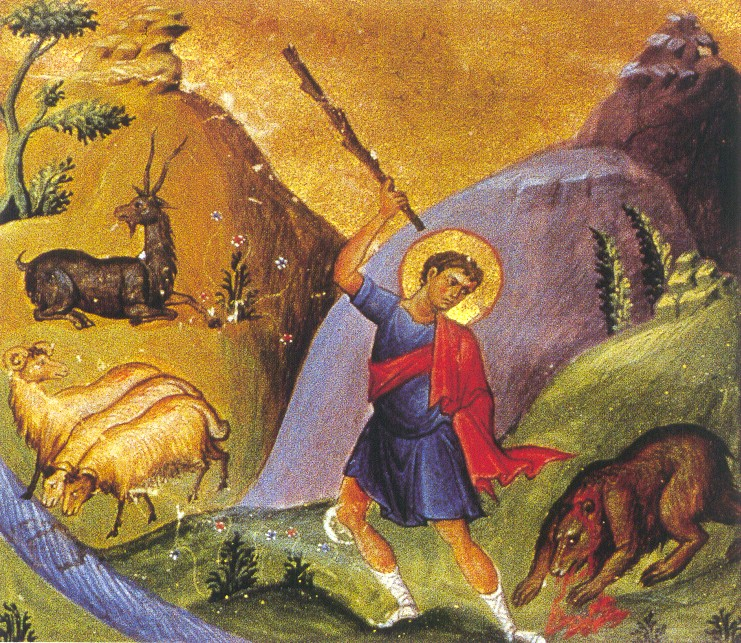
Псалтир, ілюстрація з життя Давида, X століття.
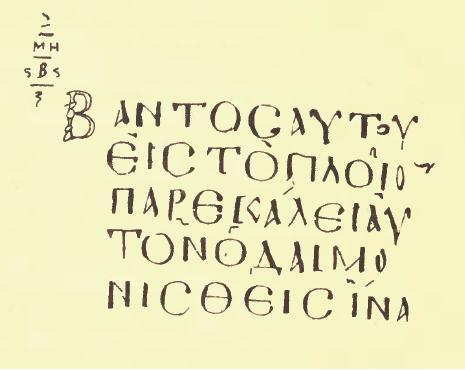
Кодекс Наніус, Новий Завіт, X століття.
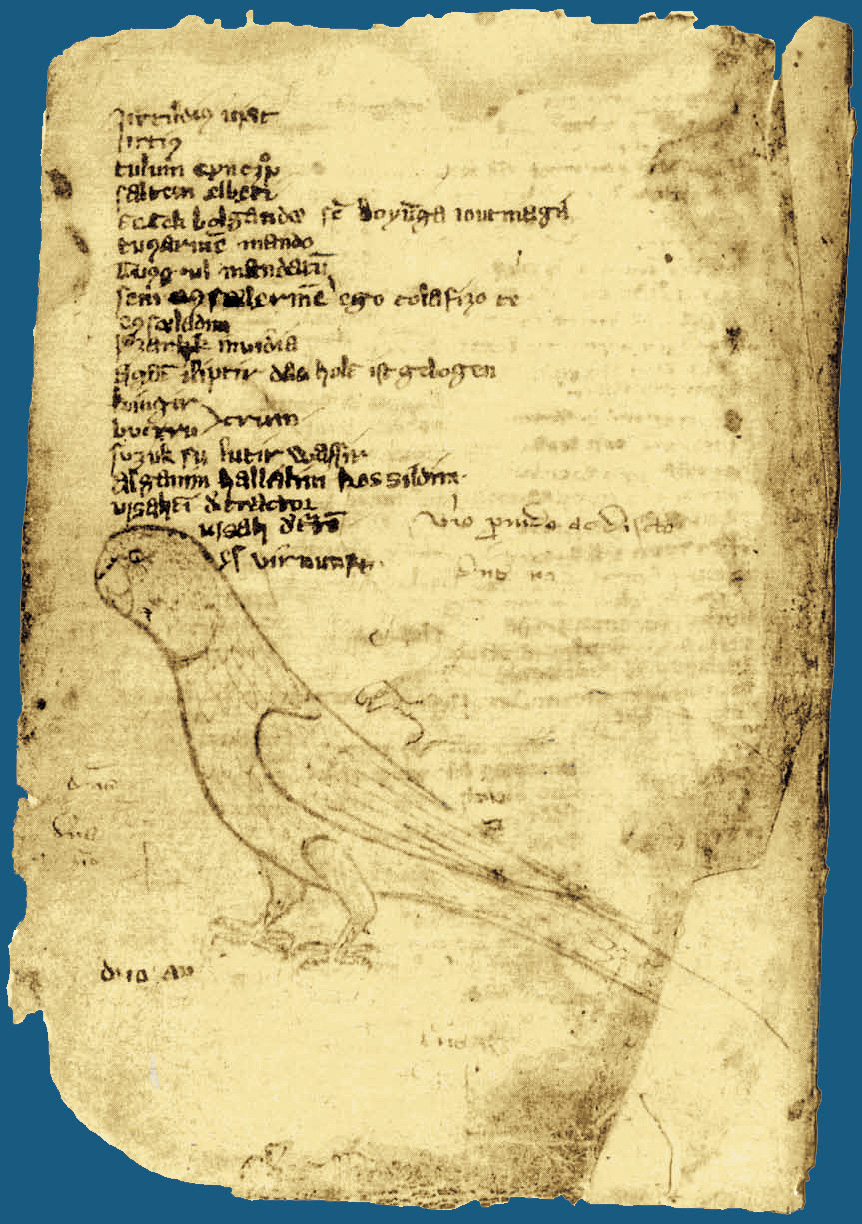
Кодекс Куманікус, Сторінка із зображенням папуги, аркуш 58 зв.)
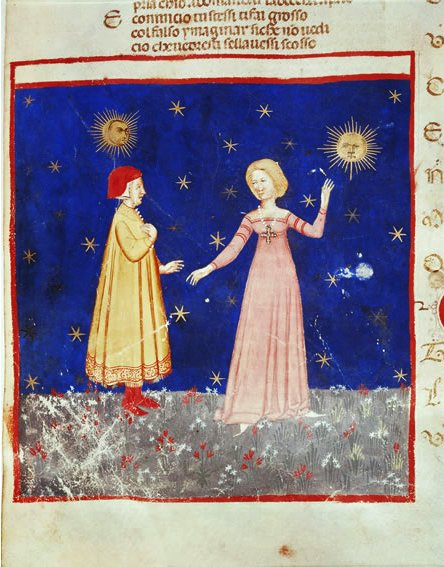
Божественна комедія, ілюстрація «Данте й Беатріче», видання XIV століття.
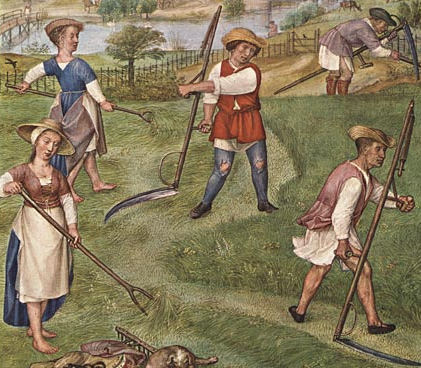
Бревіарій Грімані, «Косарі», ілюстрація за червень, 1510.
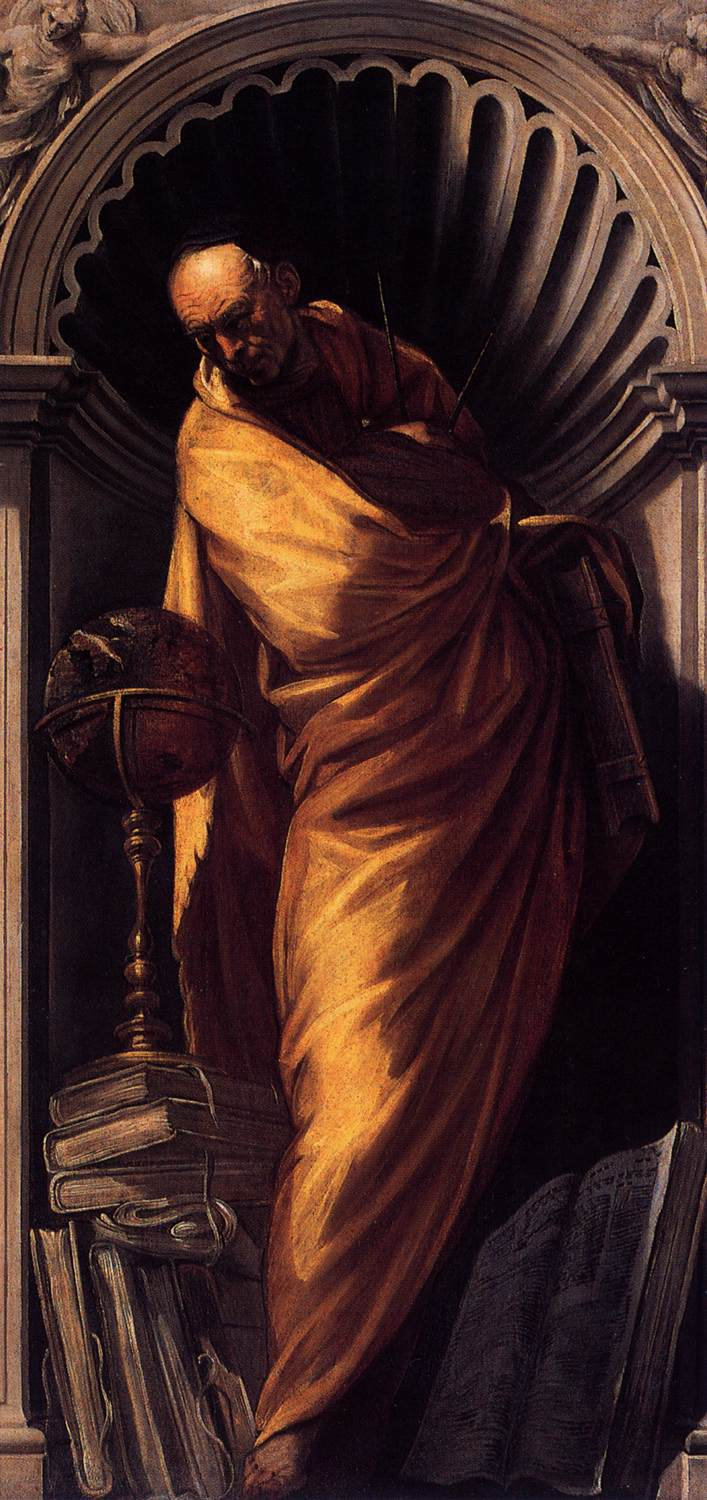
Якопо Тінторетто. «Філософ», 1570 р., Національна бібліотека святого Марка, Венеція.